# Phaps elegans
Il piccione alibronzate elegante, alibronzo di macchia o tortora elegante (Phaps elegans Temminck, 1809) è un uccello appartenente alla famiglia Columbidae endemico dell'Australia.

## Descrizione
Il piccione alibronzate elegante misura circa 29 cm di lunghezza. Presenta una colorazione grigia sul petto, sul ventre, su parte del capo, del collo e della coda, mentre il dorso e le ali sono brune. Sono presenti una macchia arancione sulla testa, due strisce marroni ai lati del capo e delle barre alari iridescenti.

## Biologia
Si nutre soprattutto di semi che reperisce sul terreno. Solitamente vive in coppia e nidifica su cespugli, bassi alberi o anche a terra, purché in luogo riparato. Il nido è costituito da una piattaforma molto semplice composta di rametti. Quando esce allo scoperto per bere va verso l'acqua con particolare cautela, evitando di emettere richiami e muovendosi dopo il crepuscolo e prima dell'alba. 

## Distribuzione e habitat
La specie è stanziale e diffusa esclusivamente in Australia sudorientale e sudoccidentale, compresa l'isola di Tasmania. Frequenta sia le macchie costiere che i boschi aperti dell'entroterra, e vive prevalentemente nel sottobosco e tra i arbusti. Può capitare che degli esemplari si spostino nei campi coltivati nei pressi dei loro habitat in cerca di cibo.